# Sine ira et studio
Sine ira et studio, или сокращённый вариант sine ira — латинская фраза, которая переводится как «без гнева и пристрастия», или как «без ненависти и усердия». Фраза впервые прозвучала в труде древнеримского историка Тацита «Анналы» в самом вступлении:

Деяния Тиберия и Гая, а также Клавдия и Нерона, покуда они были всесильны, из страха пред ними были излагаемы лживо, а когда их не стало — под воздействием оставленной ими по себе ещё свежей ненависти. Вот почему я намерен, в немногих словах рассказав о событиях под конец жизни Августа, повести в дальнейшем рассказ о принципате Тиберия и его преемников, без гнева и пристрастия, причины которых от меня далеки.
Оригинальный текст (лат.)Tiberii Gaique et Claudii ac Neronis res florentibus ipsis ob metum falsae, postquam occiderant, recentibus odiis compositae sunt. inde consilium mihi pauca de Augusto et extrema tradere, mox Tiberii principatum et cetera, sine ira et studio, quorum causas procul habeo. 
— Тацит. «Анналы». I. 1.
Однако, согласно ЭСБЕ:

сам Тацит редко следовал этому правилу в своих сочинениях— Sine ira et studio // Энциклопедический словарь Брокгауза и Ефрона : в 86 т. (82 т. и 4 доп.). — СПб., 1890—1907.
Фраза часто применяется, чтобы напомнить историкам, журналистам, редакторам и т. д. не проявлять личные эмоции при написании о войне, преступлениях и т. п. Это также слоган Службы внешней разведки и информации Чехии и военной полиции Дании. Надпись «Sine ira et studio» присутствует на здании Ивано-Франковского местного суда на улице Грюнвальдской в г. Ивано-Франковск, Украина. Такая же надпись есть на гербе факультета журналистики Львовского национального университета журналистики имени Ивана Франко. Фраза много лет служит девизом российской «Независимой газеты».
Фраза широко известна и применяется как в среде русских писателей, так и зарубежных. Например, И. А. Гончаров пишет в своём знаменитом критическом этюде «Лучше поздно, чем никогда»:

Не умышленная ложь, а его [ Волохова ] искренние заблуждения только и могли вводить в заблуждение и Веру и других. Плута все узнали бы разом и отвернулись бы от него. Прибавь я к этому авторское негодование, тогда был бы тип не Волохова, а изображение моего личного чувства и все пропало бы. Sine ira — закон объективного творчества.
— И. А. Гончаров, Лучше поздно, чем никогда.
Канадский учёный и политический обозреватель Вацлав Смил утверждает о применении подобного принципа при написании своего труда под названием «Почему Америка — не Новый Рим»:

Как вечный студент, изучающий сложные системы, я подходил к написанию этой книги так же, как я поступал со всеми подобными задачами: без предвзятых выводов и без каких-либо тайных планов (у римлян была фраза на этот счёт: sine ira et studio).
Оригинальный текст (англ.)As a lifelong student of complex systems, I have approached the writing of this book much as I have done with all similar challenges: without any preconceived conclusions and without any agendas (the Romans had a phrase for this attitude: sine ira et studio). 
— Vaclav Smil. Why America Is Not a New Rome